# Koichi Ae
Koichi Ae (阿江 孝一 Ae Koichi?), född 15 april 1976 i Hiroshima prefektur, är en japansk före detta fotbollsspelare.
Ae började sin karriär 1999 i Gamba Osaka. 2000 blev han utlånad till Avispa Fukuoka. 2001 blev han utlånad till Kashima Antlers. Han gick tillbaka till Gamba Osaka 2002. 2003 flyttade han till Montedio Yamagata. Han avslutade karriären 2005.